# 黑部的太陽 (電視劇)
《黑部的太陽》（日語：黒部の太陽），為日本富士電視台依據同名小說《黑部的太陽》，於2009年播出的電視劇，為富士電視台為慶祝開台50周年紀念的連續劇特別企畫之一。由大森壽美男編劇、河毛俊作導演。
參與的主要演員包括飾演倉松仁志的香取慎吾、飾演瀧山薫平的小林薫、飾演石川伸也得趙珉和，另外綾瀨遙、深田恭子在劇中有相當突出的演出。